# خواله والصيرات (بعدان)

تعديل مصدري - تعديل

خواله والصيرات هي إحدى قرى عزلة بني عواض بمديرية بعدان التابعة لمحافظة إب، بلغ تعداد سكانها 190 نسمة حسب تعداد اليمن لعام 2004.